# San Jose Lasers
Le San Jose Lasers sono state una franchigia di pallacanestro della ABL, con sede a San Jose, in California, attive dal 1996 al 1998.
Disputarono tre stagioni nella ABL, arrivando in semifinale nel 1996-97 e nel 1997-98.

## Stagioni
| Stagione | Lega | Denominazione   | V  | P  | %    | Piazzamento | Play-off   |
| -------- | ---- | --------------- | -- | -- | ---- | ----------- | ---------- |
| 1996-97  | ABL  | San Jose Lasers | 18 | 22 | 45,0 | 2º          | Semifinale |
| 1997-98  | ABL  | San Jose Lasers | 21 | 23 | 47,7 | 3º          | Semifinale |
| 1998-99  | ABL  | San Jose Lasers | 9  | 6  | 60,0 | 2º          | -          |